# Contribution à la vie étudiante et de campus
Lire en ligne

Lire sur Légifrance

En France, la contribution à la vie étudiante et de campus, abrégé en sigle CVEC, est une taxe perçue en parallèle aux droits d'inscription dans l'enseignement supérieur. Créée par la réforme « Plan Étudiants » de 2017-2018, la CVEC est affectée aux centres régionaux des œuvres universitaires et scolaires (CROUS) et aux établissements de l'enseignement supérieur.

## Historique
Instituée en 2017, la CVEC se substitue au droit de médecine préventive, à la fraction des droits d’inscription allouée au fonds de solidarité pour le développement des initiatives étudiantes, ainsi qu'aux cotisations facultatives instaurées par les établissements afin de bénéficier des activités sportives et culturelles qu'ils proposent.

## Caractéristiques

### Redevables
La contribution est due par les étudiants en formation initiale dans un établissement d'enseignement supérieur public ou privé.
Plusieurs exonérations sont prévues :
- les boursiers ou bénéficiaires d'une allocation annuelle accordée dans le cadre des aides spécifiques annuelles ;
- les étudiants réfugiés ;
- les étudiants bénéficiaires de la protection subsidiaire ;
- les étudiants enregistrés en qualité de demandeurs d'asile et disposant du droit de se maintenir sur le territoire.

Les étudiants qui poursuivent un cursus pendant un semestre unique doivent s'acquitter du montant total de la CVEC. Les étudiants qui s'inscrivent dans plusieurs établissements ne la payent qu'une seule fois.

### Échéance et montant
L'acquittement de la CVEC débute au mois de mai pour l'année universitaire suivante. Son montant est forfaitaire, c'est-à-dire qu'il est le même pour tous, quelle que soit l'académie.
| Année universitaire | Montant |
| ------------------- | ------- |
| 2018-2019           | 90 €    |
| 2019-2020           | 91 €    |
| 2020-2021           | 92 €    |
| 2021-2022           | 92 €    |
| 2022-2023           | 95 €    |
| 2023-2024           | 100 €   |
| 2024-2025           | 103 €   |
| 2025-2026           | 105 €   |

### Recettes et affectation
Le produit de la contribution est de 132 millions d'euros pour l'année 2018-2019 et devrait atteindre 140 millions pour 2019-2020[Passage à actualiser]. Cette somme est affectée aux établissements d’enseignement et aux centres régionaux des œuvres universitaires et scolaires pour favoriser l’accueil et l’accompagnement social, sanitaire, culturel et sportif des étudiants et conforter les actions de prévention et d’éducation à la santé réalisées à leur intention.
Une mission du Sénat pointe du doigt l'absence de données quantitatives et qualitatives, consolidées au niveau national, sur l'usage de la CVEC. Une enquête nationale est menée par le ministère de l'enseignement supérieur, mais les résultats des collectes 2018-2019 et 2019-2020 ne devraient pas être disponibles avant l'automne 2021[Passage à actualiser].